# U-443
| U-443                      | U-443                                                          | U-443                                                          |
| -------------------------- | -------------------------------------------------------------- | -------------------------------------------------------------- |
|                            |                                                                |                                                                |
|                            |                                                                |                                                                |
|                            |                                                                |                                                                |
| Під прапором               | Третій рейх                                                    | Третій рейх                                                    |
| Спуск на воду              | 31 січня 1942 року                                             | 31 січня 1942 року                                             |
| Виведений зі складу флоту  | 23 лютого 1943 року                                            | 23 лютого 1943 року                                            |
| Сучасний статус            | затоплений                                                     | затоплений                                                     |
| Проєкт                     |                                                                |                                                                |
| Тип ПЧ                     | Торпедний ДПЧ                                                  | Торпедний ДПЧ                                                  |
| Основні характеристики     |                                                                |                                                                |
| Швидкість (надводна)       | 17,7 вузлів                                                    | 17,7 вузлів                                                    |
| Швидкість (підводна)       | 7,6 вузлів                                                     | 7,6 вузлів                                                     |
| Робоча глибина занурення   | 100 м                                                          | 100 м                                                          |
| Гранична глибина занурення | 220 м                                                          | 220 м                                                          |
| Екіпаж                     | 44 осіб                                                        | 44 осіб                                                        |
| Розміри                    |                                                                |                                                                |
| Довжина найбільша (по КВЛ) | 67,1 м                                                         | 67,1 м                                                         |
| Ширина корпусу найб.       | 6,2 м                                                          | 6,2 м                                                          |
| Висота                     | 9,6 м                                                          | 9,6 м                                                          |
| Середня осадка (по КВЛ)    | 4,70 м                                                         | 4,70 м                                                         |
| Водотоннажність надводна   | 769 т                                                          | 769 т                                                          |
| Озброєння                  |                                                                |                                                                |
| Артилерія                  | одна палубна гармата калібру 88-мм, одна 20-мм зенітна гармата | одна палубна гармата калібру 88-мм, одна 20-мм зенітна гармата |
| Торпедно- мінне озброєння  | 4 носових і один кормовий ТА. 14 торпед або 26 мін             | 4 носових і один кормовий ТА. 14 торпед або 26 мін             |

U-443 — німецький підводний човен типу VIIC, часів Другої світової війни.
Замовлення на будівництво човна було віддане 13 квітня 1940 року. Човен був закладений на верфі суднобудівної компанії «F.Schichau GmbH» у Данцигу 10 лютого 1941 року під заводським номером 1498, спущений на воду 31 січня 1942 року, 18 квітня 1942 року увійшов до складу 8-ї флотилії. Також за час служби перебував у складі 9-ї та 29-ї флотилій. Єдиним командиром човна був оберлейтенант-цур-зее Константін фон Путткамер. 
Човен зробив 3 бойових походи в яких потопив 3 судна та 1 військовий корабель.
Потоплений 23 лютого 1943 року у Середземному морі північно-західніше Алжиру (36°55′ пн. ш. 02°25′ сх. д. / 36.917° пн. ш. 2.417° сх. д.) глибинними бомбами британських есмінців «Бічестер», «Ламертон» та «Вітленд». Всі 48 членів екіпажу загинули.

## Потоплені та пошкоджені кораблі[3]
| Назва       | Тип               | Належність      | Дата           | Тоннаж (БРТ) | Вантаж                       | Статус     | Місце                                                       |
| Winnipeg II | пасажирське судно | Велика Британія | 22 жовтня 1942 | 9 807        | 3 000 т генеральних вантажів | потоплено  | 49°51′ пн. ш. 27°58′ зх. д. / 49.850° пн. ш. 27.967° зх. д. |
| Donax       | танкер            | Велика Британія | 22 жовтня 1942 | 8 036        | баласт                       | потоплений | 49°51′ пн. ш. 27°58′ зх. д. / 49.850° пн. ш. 27.967° зх. д. |
| «Блін»      | есмінець          | Велика Британія | 11 грудня 1942 | 1 087        |                              | потоплений | 35°55′ пн. ш. 01°50′ зх. д. / 35.917° пн. ш. 1.833° зх. д.  |
| Edencrag    | вантажне судно    | Велика Британія | 14 грудня 1942 | 1 592        | 800 т військових матеріалів  | потоплено  | 35°49′ пн. ш. 01°25′ зх. д. / 35.817° пн. ш. 1.417° зх. д.  |